# 韋爾比夫卡 (盧吉尼區)
51°6′34″N 28°3′53″E / 51.10944°N 28.06472°E
韋爾比夫卡（烏克蘭語：Вербівка），是烏克蘭北部的村莊，隸屬日托米爾州的科羅斯滕區。該村始建於1858年，面積0.6平方公里，海拔高度187米，2001年人口148，人口密度每平方公里246.67人。